# Gegen die Wand (Oper)
Gegen die Wand ist eine von Ludger Vollmer komponierte Oper, die auf dem Drehbuch des Films Gegen die Wand basiert. Die Oper wurde am 28. November 2008 am Theater Bremen in einer Inszenierung von Michael Sturm uraufgeführt.

## Handlung und Musik
Die Oper handelt von der Scheinehe zweier junger Türken in Deutschland. Die Opernmusik weist wesentliche Elemente türkischer Musik auf.

## Entstehung und Inszenierungen
Vollmer erhielt die Vertonungsrechte von Fatih Akın im Juli 2005. Um die Strukturen türkischer Musik ausgiebig zu studieren, traf sich der Komponist im Rahmen seiner Arbeit an dem Werk mit türkischen Musikern wie Sinan Celik und Özlem Özdil in Istanbul.
Ludger Vollmer wurde 2008 für seine Oper mit dem Europäischen Toleranzpreis des KulturForums Europa ausgezeichnet. Die Oper wurde in Folge an verschiedenen weiteren Bühnen aufgeführt. 2010 stand die Oper beim 1. Opernfestival Istanbul auf dem Spielplan, einer Veranstaltung im Rahmen von Istanbul als Kulturhauptstadt Europas.